# Avahi betsileo
Lêmure-lanoso-de-Betsileo (Avahi betsileo) é uma espécie de lêmur da família Indridae. Endêmica do sudeste de Madagascar, está restrita ao distrito de Fandriana.